# فهرست ملی ضبط اصوات

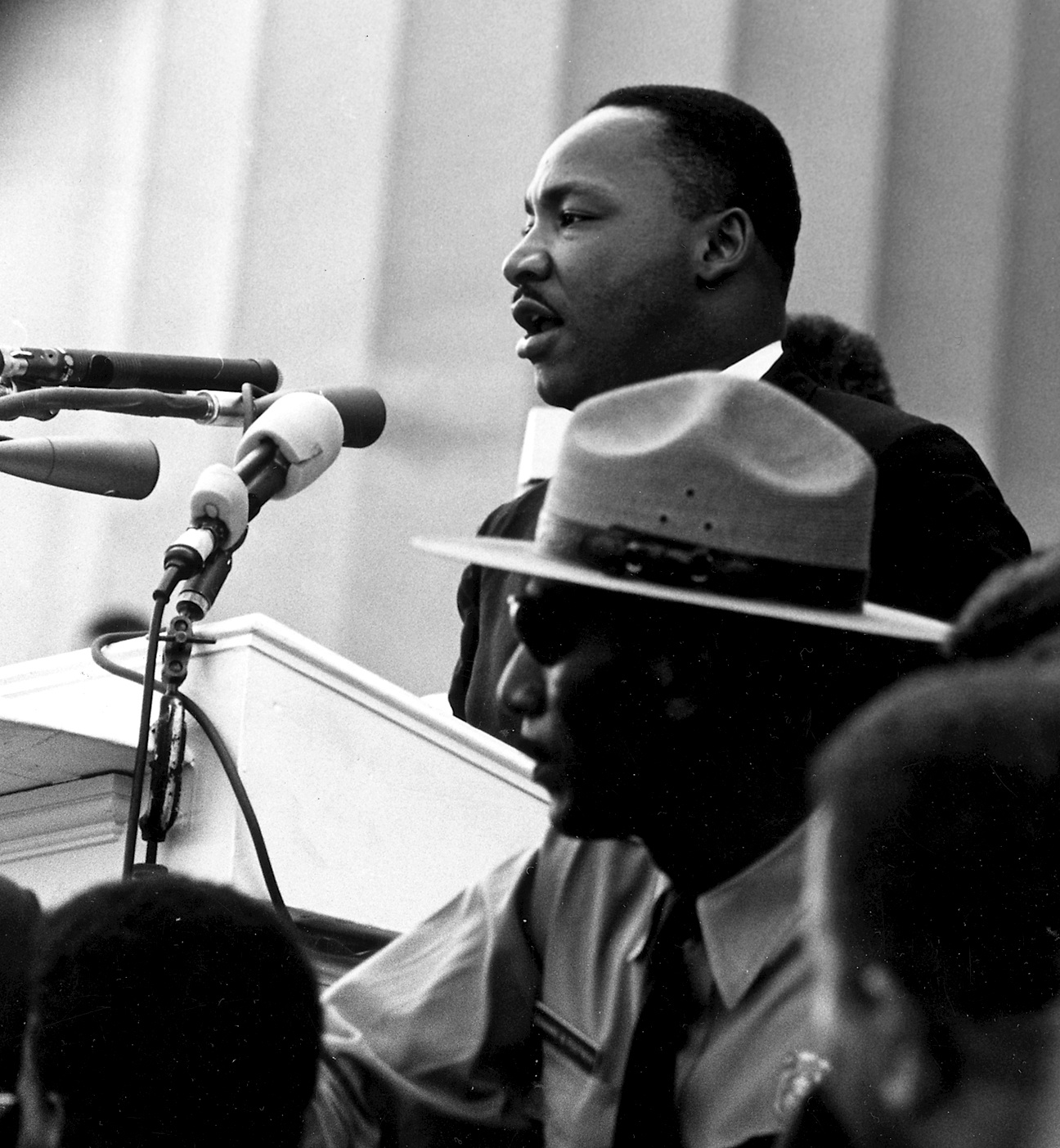
سخنرانی دکتر مارتین لوتر کینگ، رهبر آزادی‌خواه سیاه‌پوست اهل آمریکا با نام «رؤیایی دارم» جزء ۵۰ اثری بود که در اولین سال تشکیل این فهرست به آن اضافه شد.

فهرست ملی ضبط اصوات (به انگلیسی: National Recording Registry) نام یک فهرست است که در آن، صداهای ضبط شده‌ای که اثر «فرهنگی و تاریخی یا منعکس‌کنندهٔ فرهنگ آمریکا باشد» وجود دارد. این فهرست در سال ۲۰۰۰ توسط سازمان حفاظت ضبط ملی تشکیل شد و هر ساله تعدادی از صداهای تاریخی و فرهنگی به آن اضافه می‌شود. آثار این فهرست توسط کتابخانهٔ ملی کنگرهٔ آمریکا انتخاب می‌شود